# Vasant Narasimhan

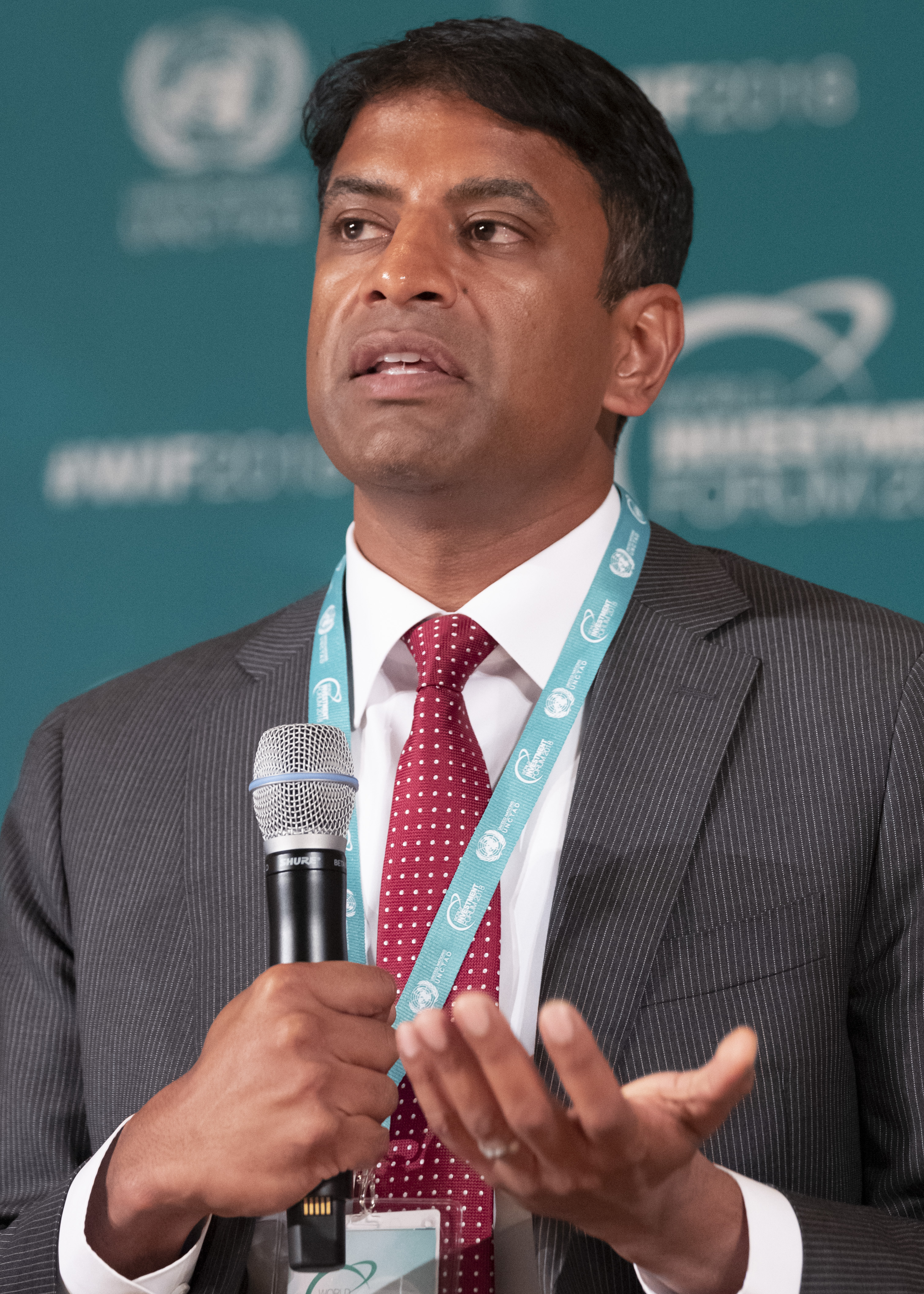
Vasant Narasimhan (2018)

Vasant „Vas“ Narasimhan (* 1976 in Pittsburgh) ist ein  US-amerikanischer Manager. Er ist seit 1. Februar 2018 Chief Executive Officer (CEO) des Schweizer Pharmakonzerns  Novartis AG.

## Familie
Narasimhan ist der Sohn von Kalathur Narasimhan und dessen Frau Gita, einer Kerntechnikerin. Kalathur Narasimhan war Vice President für Forschung und Entwicklung der Hoeganaes Corporation (ursprünglich der US-Zweig von Höganäs).
Vasant Narasimhan lebt in Basel und ist seit 2003 mit Srishti Gupta verheiratet. Das Paar hat zwei Kinder.

## Leben
Nach einem Bachelor-Studium in Biowissenschaften an der University of Chicago erwarb Narasimhan einen Master-Abschluss in Public Policy an der Harvard Kennedy School. Danach studierte er Medizin an der Harvard Medical School. Das Studium schloss er als MD ab. Bevor Narasimhan im Jahr 2005 zu Novartis ging, war er für McKinsey & Company tätig.
Am 1. Februar 2016 wurde Narasimhan Chief Medical Officer und Global Head of Drug Development. Er ist seit Januar 2017 Mitglied des Stiftungsrates der Novartis Stiftung. Am 4. September 2017 gab das Unternehmen bekannt, dass Narasimhan am 1. Februar 2018 CEO und damit Nachfolger von Joseph Jimenez wird. Seit Dezember 2022 ist er zudem Vorsitzender (Chairperson) der Naturschutzorganisation African Parks.
Narasimhan ist gewähltes Mitglied der National Academy of Medicine.